# Rue du Val-d'Or
La rue du Val-d'Or est une voie de communication située à Saint-Cloud et Suresnes dans les Hauts-de-Seine, marquant la limite de ces deux communes.

## Situation et accès

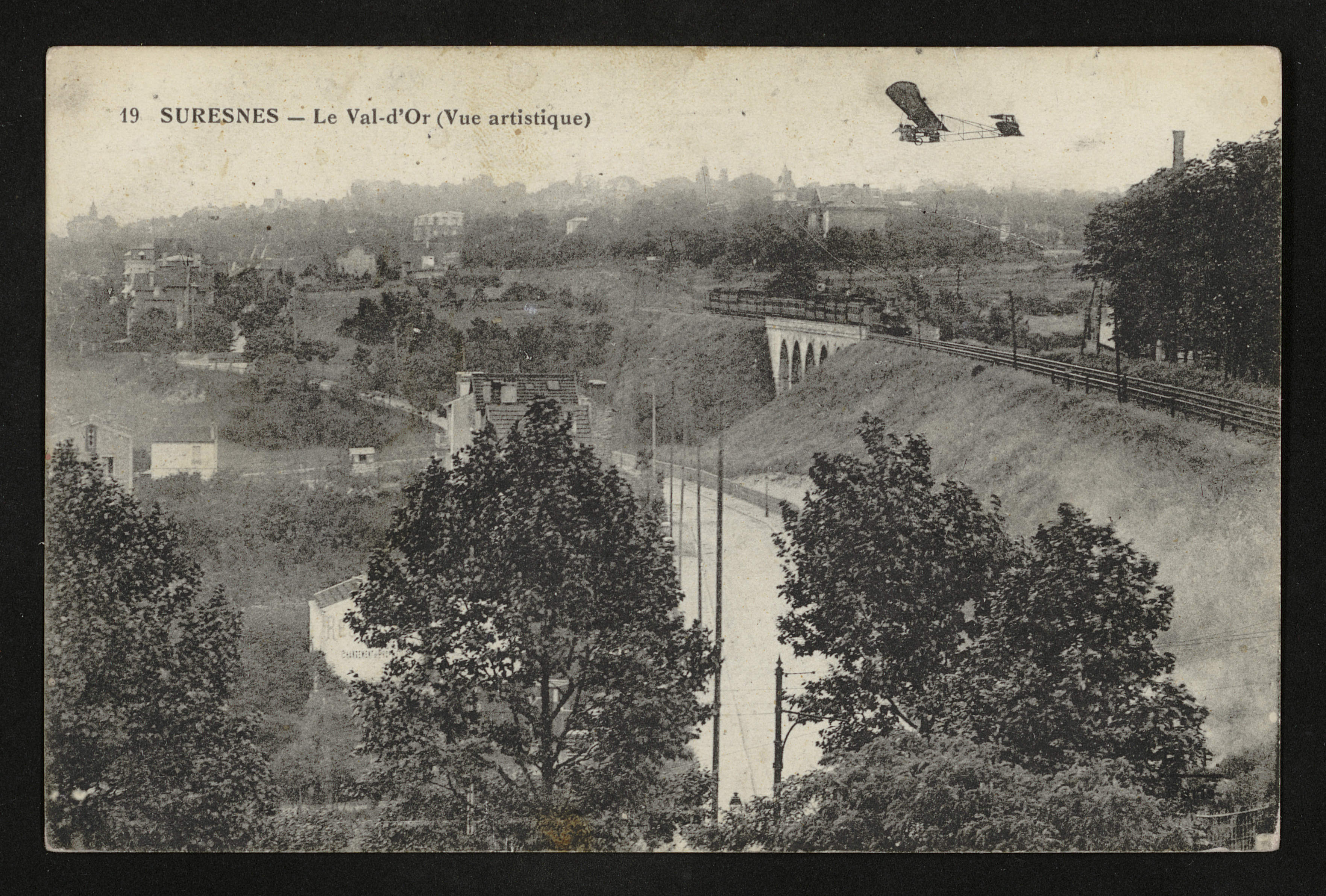
Carte postale figurant le Val-d'Or. On aperçoit le viaduc ; au loin, Saint-Cloud.

Partant des hauteurs des deux villes (plateau du mont Valérien), au carrefour du boulevard Henri-Sellier, du boulevard de la République et de la rue du Mont-Valérien, la rue du Val-d'Or passe sous le viaduc du Val-d'Or, sur lequel circulent les trains de la ligne de Paris-Saint-Lazare à Versailles-Rive-Droite depuis 1839.
Après avoir dépassé le carrefour de la rue Garibaldi et de l'avenue Alfred-Belmontet, elle franchit ensuite, passant par un petit tunnel, la ligne 2 du tramway d'Île-de-France, après lequel elle croise le boulevard Sénard et la rue de la République.
Elle se termine dans l'axe de la rue Louis-Blériot, qui mène au quai Marcel-Dassault puis à la Seine. Cette petite rue faisait historiquement partie de la rue du Val-d'Or ; elle a depuis été renommée en hommage à l'avionneur Louis Blériot, dont l'usine était située sur les quais (voir plus bas).
Se déployant d'est en ouest de la presqu’île de Gennevilliers, la rue présente un fort dénivelé.
Cette rue est desservie par la gare du Val d'Or (ligne L du Transilien) et par la gare des Coteaux (ligne 2 du tramway).

## Origine du nom
Le Val d'Or est un lieu-dit. Les appellations « Vaux d'Or », ou parfois « Veaux d'Or », ont aussi été employées. Attesté dès le début du XVIIe siècle, le terme proviendrait d'un « val riche et fertile » situé à l'époque entre Saint-Cloud et Suresnes. Il donne son nom à la « source des Vaux d'Or », qui alimentait en eau des propriétés de Suresnes bordant la Seine ainsi que les vignes qui couvraient les coteaux du mont Valérien. En 1900, Henri Baillière, propriétaire du château de la Source, publie l'ouvrage Autour d'une source sur son histoire,,.

## Historique

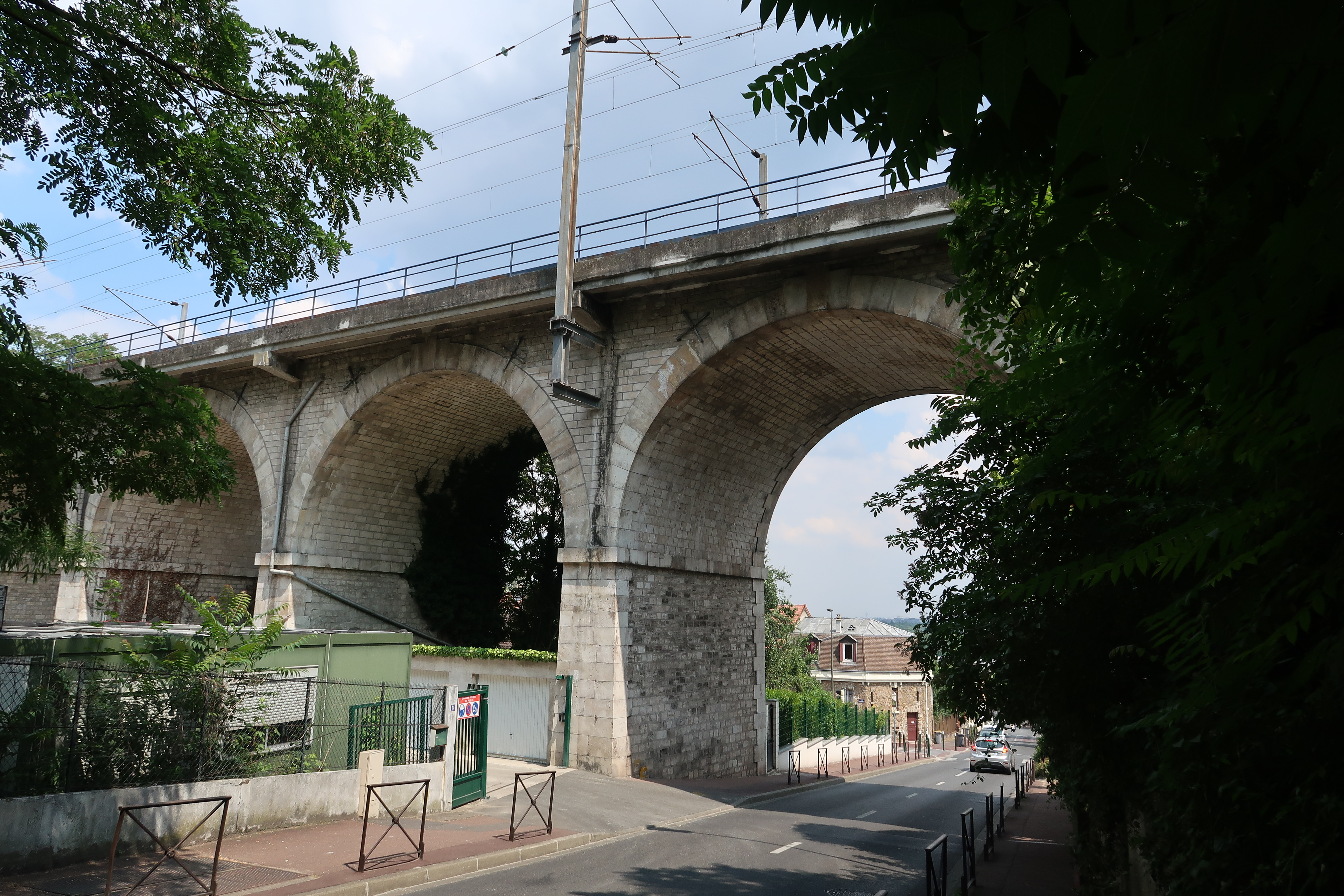
La rue au niveau du viaduc du Val-d'Or, sur lequel passe la ligne ferroviaire.

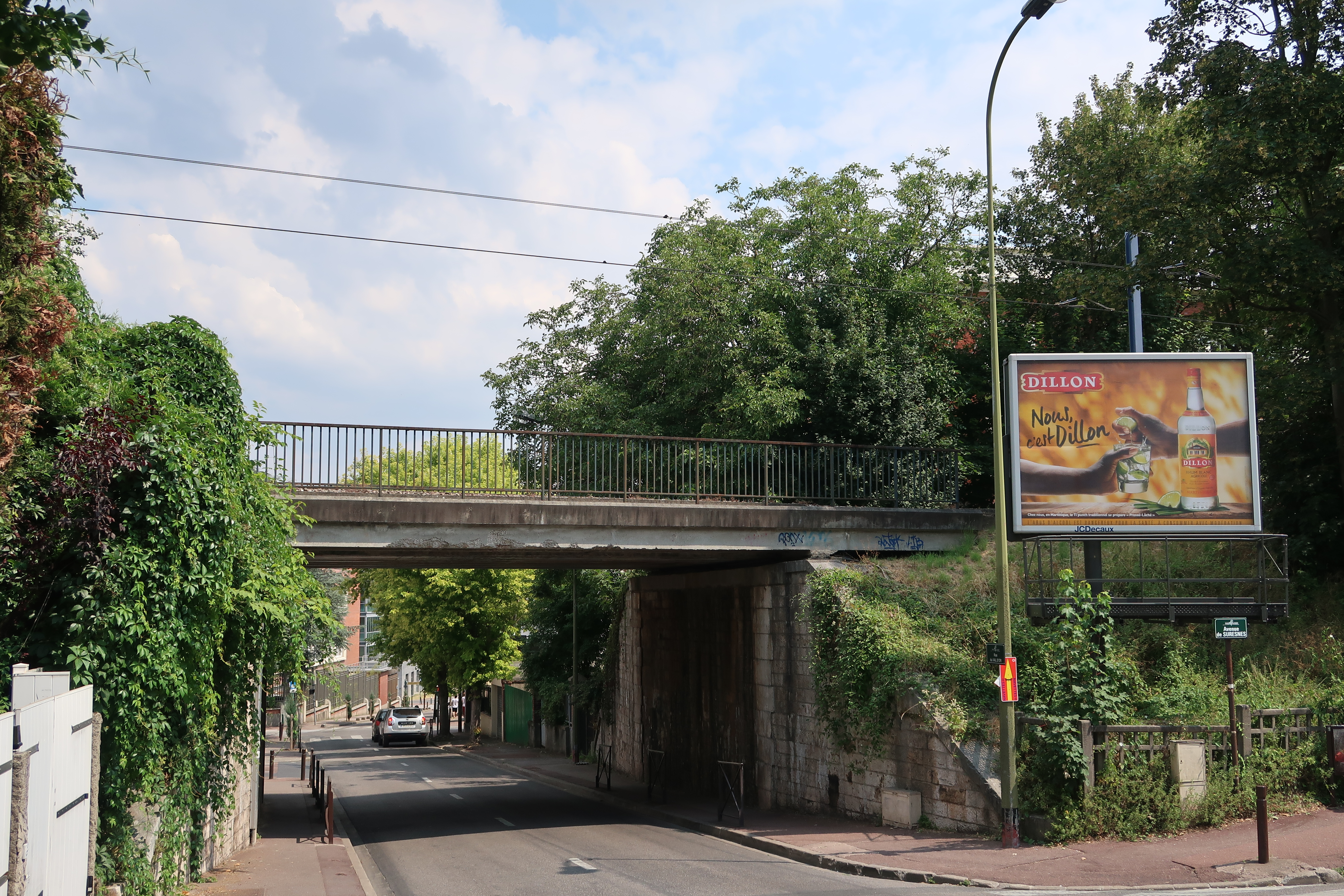
Le petit pont sur lequel passe la ligne de tramway.

Au Moyen Âge, cette voie marquait la limite du domaine de Saint-Germain-des-Prés, dont dépendait Suresnes, et Saint-Cloud, qui relevait d'une autre juridiction,.
Anciennement, sa jonction avec la Seine était un lieu prisé des pêcheurs, l'époque d'avant le barrage-écluse, quand le cours de la Seine variait en fonction des saisons et était parfois franchissable à pieds. Cette activité se faisait avec des installations fixes (les gords). En 1646, on compte ainsi six gords à la descente du Val d'Or. Des bateaux s'arrêtaient aussi aux berges du Val d'Or afin de déposer des moutons originaires de Paris ou de Champagne, qui allaient ensuite rejoindre les pâturages sur les coteaux, au niveau de la Fouilleuse.
Dès 1901, la partie haute du « chemin du Val d'Or » faisait partie de la voie reliant la gare (située sur le plateau, un peu plus au sud que l'actuelle rue) au tout nouvel hippodrome de Saint-Cloud. 
La rue s'étendait autrefois jusqu'à la Seine (segment depuis renommé rue Louis-Blériot).
Durant l'Occupation, le garage de l’ancienne Compagnie du chemin de fer du bois de Boulogne au Val d'Or est réquisitionné par des troupes motorisés, qui furent ensuite envoyées vers le front russe le 30 mai 1941.

## Bâtiments remarquables et lieux de mémoire

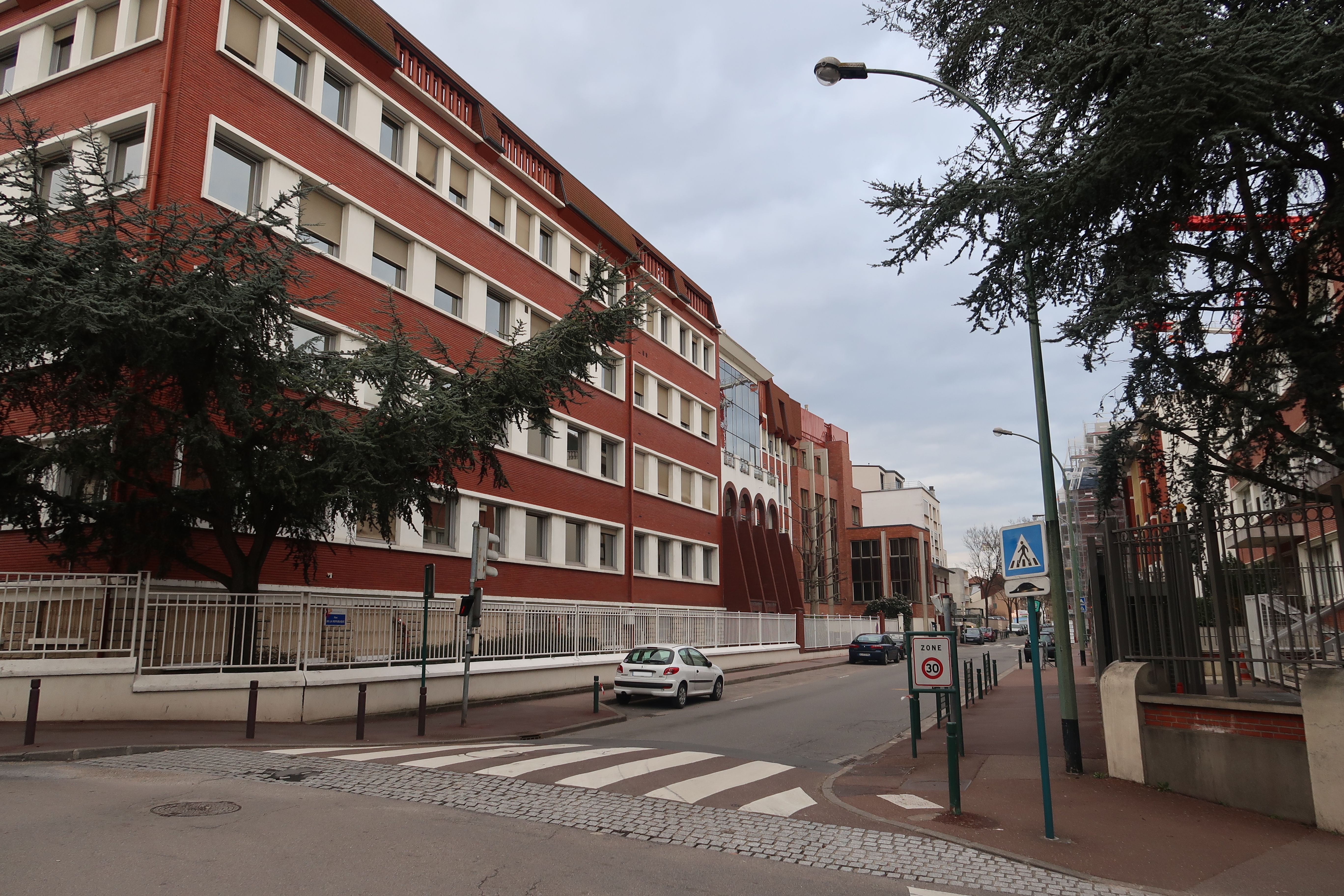
Bâtiments historiques de l'usine Dassault, au croisement de la rue du Val d'Or et de la rue Pasteur.

- Viaduc du Val d'Or, construit lors de la création de la ligne de Paris-Saint-Lazare à Versailles-Rive-Droite, en 1839. Érigé en calcaire et en pierre de taille, il comporte plusieurs voûtes en berceau plein-cintre[12].
- Au croisement du quai de Suresnes, sur la Seine (actuel quai Marcel-Dassault) et de la rue du Val-d'Or (dont le segment près de la Seine a depuis pris le nom de rue Louis-Blériot) se trouvait autrefois l'usine Blériot Aéronautique (cf. cet article pour son histoire)[13].
- Bâtiments de Dassault Aviation, au croisement avec la rue Louis-Blériot et le quai, côté Saint-Cloud[14]. Les terrains sont achetés en 1938 par Marcel Dassault, où l'entrepreneur installe une usine d'hélices d'avions Chauvière. En juin 1940, au début de la Seconde Guerre mondiale, du matériel et certains membres du personnel sont évacués par camion et par la Seine. Grâce à la création de la Société anonyme de constructions aéronautiques et mécaniques (SACAM), l'usine peut continuer à fonctionner sous l'Occupation.
Après la Libération, l'usine produit des prototypes d'hélices et de moteurs, puis d'avions. S'y installent aussi les bureaux de conception et de réalisation des systèmes de commandes de vol, ainsi que des laboratoires et des ateliers spécialisés. Dans les années 1950, les bâtiments historiques en brique roses sont agrandis. Au début des années 1960, l'usine couvre 31 000 m² et emploie 1650 personnes. En 1992, l'atelier de construction des prototypes est transféré à Argenteuil et à Argonay et le site de Saint-Cloud est réorganisé pour regrouper diverses activités du groupe Dassault dispersées en Île-de-France. Il est rénové et en partie reconstruit à partir de 1994, les travaux prenant fin en 2001[15].